# Nátha Sampradája
Nátha Sampradája (sanskrtsky „Tradice Pánů“ ve smyslu „Ochránců“), též zvaná Nátha Jógi Sampradája („Tradice náthovských jogínů“) nebo původně Siddha Sampradája („Tradice Dokonalých“), je jednou z nejrozšířenějších a nejvýznamnějších heterodoxních hinduistických tradic. Jde o tradici jogínů, kteří se patrně ve 13. století sdružili v kultech mystických Náthů, mistrů jógy, jakými byli Matsjendra Nátha a jeho učedníci z 10. až 11. století n. l. nebo již starověcí Náthové jako Nandi Nátha, Sundara Nátha, Kalangi Nátha či Bhóga Nátha z 1. poloviny 1. tisíciletí n. l. až 2. poloviny 1. tisíciletí př. n. l. (datace obtížná). Tato tradice se objevila na indickém subkontinentu jako rozsáhlé spojené hnutí několika náthovských kultů téže siddhistické tradice jógy.

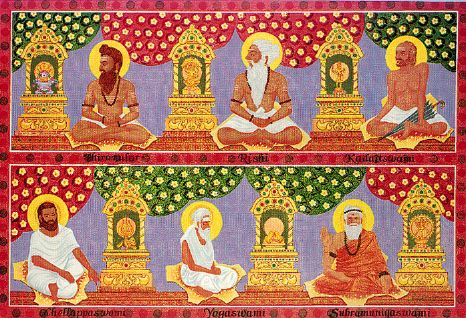
Šest příslušníků Nandi-Nátha Sampradáji, historicky nejstaršího známého jogínského řádu Siddha Sampradáji na počátku Kailása Parampary.

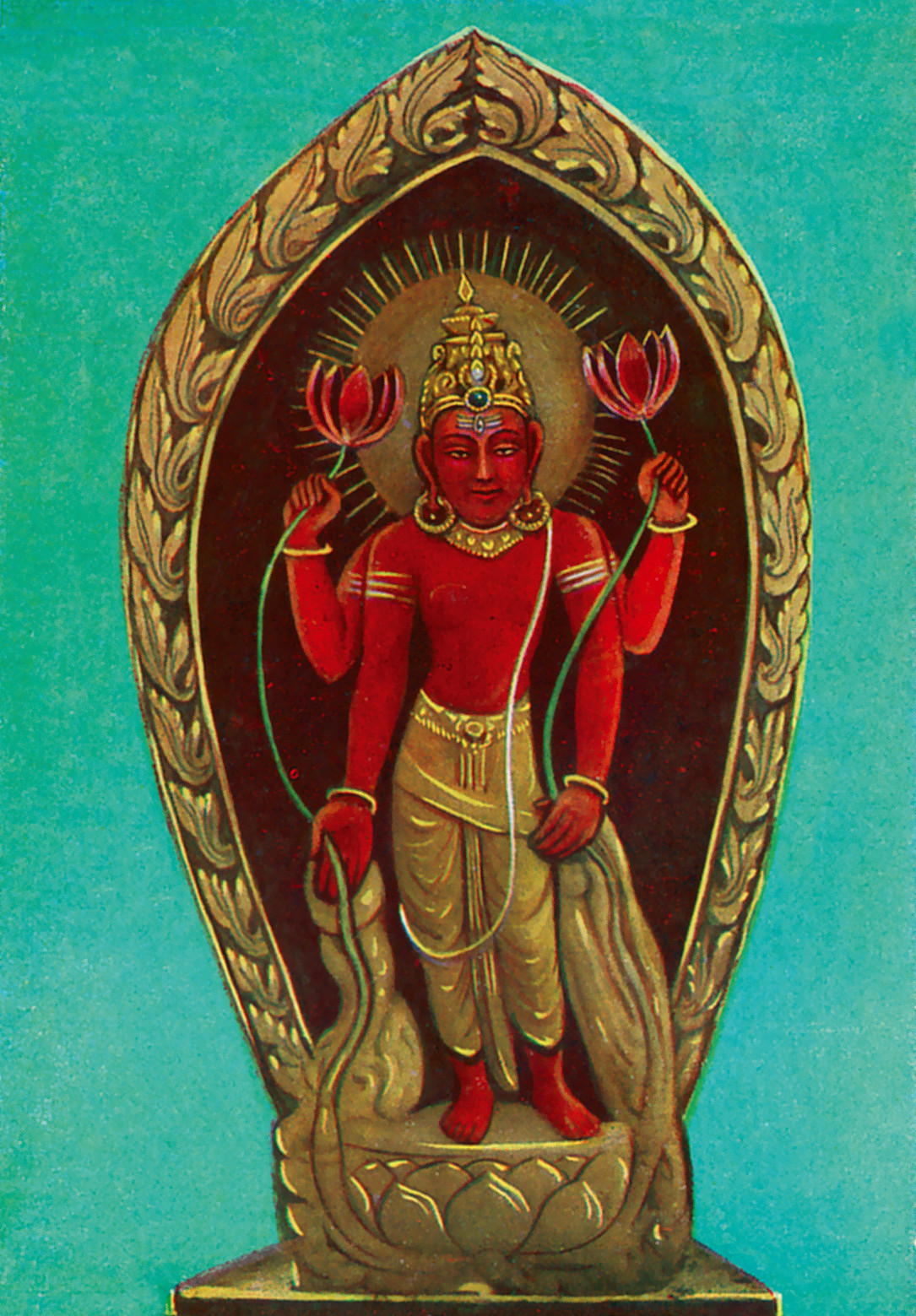
Matsjendra Nátha, první guru Ádi Nátha Sampradáji

## Charakteristika
Nátha Sampradája je charakteristická posloupností „učitele“ (guru) a „učedníka“ (šišja), důrazem na praxi jógy, jejím tantrickým pojetím, siddhistickou filozofií života, šivaistickým náboženstvím a ze sociálního hlediska poskytováním útočiště v ášramských komunitách vyhoštěncům z hierarchicky uspořádané kastovní společnosti. Rozlišuje se na několik mnišských řádů, z nichž historicky nejstarším doloženým je starověká Nandinátha Sampradája („Tradice Radostného Náthy“) z 2. až 5. století př. n. l., navazujícím středověká Ádinátha Sampradája („Tradice Prvního Náthy“) z 9. až 10. století n. l. a Navanátha Sampradája („Tradice devíti Náthů“) z 10. až 11. století. Dělí se také na mnoho různých dílčích „sekt“ či „denominací“ (pantha), z nichž nejvýznamnějších je dvanáct denominací Navanátha Sampradáji. Každá má svůj centrální „chrám“ (matha).

## Název tradice
Nátha je sanskrtské slovo, které znamená „Pán“ ve smyslu „Ochránce“. V Nátha Sampradáji je to čestný titul zakladatele nebo vysoce postaveného příslušníka některého z jogínských řádů, zasvěcence, který poskytuje útočiště všem, kdo se k němu uchýlí, a chrání posvátné učení řádu před nezasvěcenými. Jako označení tradice se však tento titul ještě nepoužíval před 18. stoletím. Do té doby byla tato tradice v Indii nazývána zkrátka jako tradice jogínů. Termín jogín je odvozen ze sanskrtského termínu jóga („spojení“), označujícího v indické duchovní tradici metodu obnovení spojení duše či ducha tvora s duchovním či božským principem Univerza, což se shoduje s latinským originálem termínu pro náboženství ve smyslu duchovní tradice religio („znovuspojení“).
Termín Siddha znamená „Ten Dokončený“ nebo „Ten Dokonalý“ ve smyslu člověka, který dosáhl bytostné dokonalosti. Objevuje se již v posvátných textech hinduismu, buddhismu a džainismu několika století před Kristem jako vlastní termín v některých Upanišadách nebo jako alternativa titulů Buddha nebo Džaina. Také titul Nátha se objevil již před Kristem jako titul různých osobností v hinduismu a džainismu (např. Nandi Nátha nebo Páršva Nátha). Rovněž se objevuje jako titul božstev (např. u Šivy ve spojení Ádi Nátha, Pašupati Nátha či Amára Nátha) či u jednoho Bódhisattvy mahájánového buddhismu (Avalókitéšvara).
Běžně se termín Nátha Sampradája aplikuje na Navanátha Sampradáju a Ádinátha Sampradáju, zatímco termín Siddha Sampradája nebo Kailása Parampara ("Linie z Kailáše") se vztahuje na Ádinátha Sampradáju a Nandinátha Sampradáju. V podstatě však jde o duchovně a filozoficky totožné tradice, které na sebe vývojově navazují a na které lze vztáhnout jeden zahrnující název. Jde o jedinou siddhistickou tradici jógy, která pokračuje v linii započaté ve 2. až 5. století př. n. l. u Kailásu, která byla dovršena ve středověku, kdy se rozvětvila, a poté se začala souhrnně nazývat Nátha Sampradája.

## Posloupnost učitele a učedníka
Nátha Sampradája patří mezi hinduistické tradice trvající díky kontinuální posloupnosti „učitele“ či „mistra“ (guru) a „učedníka“ či „adepta“ (šišja). Jde o iniciační „linii“ (parampara), která zajišťuje nepřerušené pokračování tradice předáním učení od gurua šišjovi, jeho „zasvěcením“ (dikša). Původní Nátha Sampradája se udržuje v „linii z Kailásu“ (Kailása parampara), posvátné transhimálajské hory, uctívané hinduisty, džainisty a buddhisty jako mytická hora Méru (tj. symbol axis mundi čili pomyslné „osy světa“). Hinduisté uctívají Méru jako horu Šivy a džainisté zase jako horu svého prvního tírthankary Rišabhy, přičemž Šiva v náthovském šivaismu a Rišabha v džainismu jsou shodně uctíváni jako Ádi Nátha („První Nátha“). Na Kailásu započal Nandi Nátha, uctívaný v šivaismu jako strážce této posvátné hory, iniciační linii nejstaršího známého řádu náthovské tradice. Do této linie se počítají Nandinátha Sampradája, Ádinátha Sampradája a také Meykanda Sampradája, založená ve 13. století Meykandarem, učedníkem jednoho z tehdejších mistrů Nandinátha Sampradáji Paradžjotiho Munívara.

## Důraz na praxi jógy
Praxe jógy je sádhanou (doslova „prostředkem dosažení“) Nátha Sampradáji. Proto jsou také všichni příslušníci této tradice jogíny. Dělí se ale na laiky a zasvěcence, kterými jsou sádhuové („svatí“, doslova „ti dosahující“), tj. asketičtí „mniši“ (samnjasíni), podporující praxi jógy „odříkáním“ (samnjása). Pataňdžali, autor systematického pojednání o józe sestávajícího z textů zvaných Jóga Sútry, sám byl jogínem Nandinátha Sampradáji, jedním z osmi učedníků Nandiho Náthy. Ve svém pojednání rozlišil různé stupně a techniky jógy, počínaje rozlišením dvou základních druhů jógy (krija jóga a aštanga jóga) a konče rozpoznáním nejvyššího stupně jógy (rádža jóga). Matsjendra Nátha nebo jeho učedník Górákša Nátha jsou považováni za zakladatele tzv. hatha jógy.

## Tantrické pojetí jógy
Náthové rozvinuli tantrické pojetí jógy. Tantra (sanskrt. „tkanivo“ nebo „pavučina“ ve smyslu struktury) je stylem meditace a rituálů. Má široký význam a tantrickým pojetím se rozumí pojetí strukturální, systematické, technické či metodické. Spočívá ve vytvoření strukturovaného systému či rozpracování různých technik nebo metodických postupů. Náthové tak rozvinuli vědecký přístup k józe. Vyvinuli různé techniky a metodické postupy jógy, pracující s tělem a myslí jako nástrojem ducha a prostředkem jeho vysvobození. V rámci tohoto pojetí zastávají monistickou teorii, překonávající dualitu duchovní a hmotné podstaty přesvědčením, že ve skutečnosti neexistuje nic jako hmotná substance, že jde o máju („iluzi“), protože vše zdánlivě hmotné je pouze vnější formou vnitřního obsahu metafyzické podstaty veškerenstva (brahma).

## Siddhistická filozofie života
Konečným cílem náthovských sádhuů je stát se Siddhou („Dokončeným“ či „Dokonalým“), tj. bytostí, která dosáhla svého duchovního „osvobození“ (mókša) již za života jako džívanmukta ("osvobozený duší" či "zaživa") a podle hinduistické a džainistické víry žije i po smrti v duchovním těle v metafyzické říši Siddhalóky či Siddhašíly. Podle téže víry žije mnoho Siddhů v Siddhášramu skrytém v Himálaji. Siddhové jsou v hinduismu, džainismu i buddhismu ctění světci, považovaní za nadpřirozené bytosti s vlastní filozofií života jako cesty duchovního osvobození založené na sádhaně a využití těla a duše jako prostředku či nástroje tohoto osvobození, eventuálně nadpřirozených schopností siddhi. Pojem siddhismus není běžně používaný termín pro filozofický systém jako buddhismus nebo džainismus, nicméně se hodí pro vystižení vlastní náthovské filozofie, vystavěné na základě sádhany jako Siddha Sampradája.

## Šivaistické náboženství
Nátha Sampradája začala jako šivaistická tradice, uctívající Boha Univerza jako Šivu (sanskrt. „Laskavý“ nebo „Milostivý“). Zakladatel Kailása parampary Nandi Nátha je duchovním otcem první šivaistické doktríny Šaiva Siddhánty, šířené jeho učedníky. Původně ve védské tradici bylo jméno Šiva jen přídomkem několika védských bohů, ale Nandi Nátha ho podobně jako autor Švétašvatara Upanišady, historicky nejstarší literární expozice šivaismu z 4. až 6. století př. n. l., použil v monoteistickém či spíše teisticky monistickém smyslu jako jméno Boha Univerza, „Hospodina“ (sanskrt. Íšvara) - „Transcendentního Ducha“ (Paramátma). Podle této teologie, v nejhlubším nitru každé duše spočívá jeden a tentýž Bůh vědomí, Šiva, který je zároveň Bohem jsoucna v bytí veškerenstva, a tím Bohem Univerza.
Příslušníci Ádinátha Sampradáji uctívají Šivu jako „Prvního Náthu“ (Ádi Nátha), od nějž pochází učení jejich zakladatele Matsjendry Náthy.

## Ášramské společenství
Náthové žijí buď jako „poutníci“ (parivrádžaka) na cestách, nebo jako „mnichové“ (sannjási) v ášramech (klášterech) v lesích a horských oblastech. Tento způsob života má svůj původ ve šramanském hnutí. Náthové také mají svá centra v chrámech (sanskrt. matha), z nichž nejvýše postaveným je Górákhnáth Matha.

## Historie

### Nandinátha Sampradája
Nandinátha Sampradája („Tradice Radostného Pána“) představuje ve známé historii počátek Siddha Sampradáji.  Založil ji Maháriši Nandi Nátha („Velký Zřec Radostný Pán“), který se obklopil svými osmi učedníky (Sanatkumar, Sanakar, Sanadanar, Sananthanar, Šivajógamuni, Pataňdžali, Vjaghrapada a Tirumular) a vyslal je jako apoštoly do světa šířit své radostné poselství Advaita Šaiva Siddhánty („Doktrína nedualistického šivaismu“), hlásající duchovní soupodstatnost každé duše s Bohem Univerza coby Šivou. Tato tradice započala minimálně ve 2. století př. n. l. Nandiho Náthu a některé jeho učedníky (Pataňdžaliho, Vjaghrapadu a Vašišthu) zmiňuje jako své současníky ve své gramatice Astádhjájí už hinduistický lingvista Pánini, kterého většina badatelů datuje dokonce až do 4. až 6. století př. n. l.
Nandinátha Sampradája je siddhistická tradice jógy, jejíž guruové údajně provádějí „zasvěcení“ (dikša) mystickým „předáním moci“ (šaktipáta) pomocí vkládání rukou a vyznačují se nadpřirozenými schopnostmi siddhi, jakými jsou jasnovidectví, zmnožování hmotných předmětů, vznášení se, procházení pevnými překážkami nebo chůze po vodě. Podle posvátného textu Nátha Námavalí Sútry byl ve svém mládí jedním z členů řádu také Ježíš Kristus, jmenovaný zde sanskrtsky Íša Nátha spolu se svým guruem Čétanem Náthou.
Nandinátha Sampradája existuje dodnes a má svůj hlavní chrám na Havajském ostrově Kauai.

### Ádinátha Sampradája
Ádinátha Sampradája („Tradice Prvního Pána“) odvozuje svůj původ od samotného Šivy coby „Prvního Pána“ (Ádi Nátha) vůbec. Podle této tradice, Nandi Nátha a Matsjendra Nátha získali oba své učení právě od Šivy. Ten měl nejprve předat své učení jógy Nandi Náthovi ve svém sídle na Kailáši, na jehož vrcholu spočívá zasněžený chrám. O mnoho později měl od Šivy získat novější učení jógy Matsjendra Nátha, jenž žil zřejmě v 10. století n. l., podle řady badatelů však již v 7. nebo 6. století n. l.
Legenda říká, že když se Matsjendra, jehož jméno znamená „Pán ryby“, narodil, nepříznivé znamení dohnalo jeho rodiče k rozhodnutí hodit dítě do Indického oceánu. Tam k němu připlavala velká ryba a pohltila ho. Ve skutečnosti ho však nesnědla, nýbrž ho ubytovala ve svých útrobách a doplavala s ním na dno oceánu do tamního sídla Šivy, kde Matsjendra poslouchal, jak Šiva zasvěcoval do tajemství jógy svoji choť Párvatí. Poučený Matsjendra začal praktikovat hatha jógu, až se mu po dvanácti letech podařilo stát se Siddhou, načež předal učení svému učedníku Górákšovi Náthovi.
Ádinátha Sampradája se zakládala na životě všech svých příslušníků v sannjáse („odříkání“) o samotě v jeskyních, chatách, zničených budovách nebo prázdných domech jako přechodných útočištích na cestách. Dnes již neexistuje, protože její poslední guru Šrí Gurudev Mahendranath, jenž zemřel roku 1991, odmítl dál postoupit samnjásu dikšu. Založil ale také Mezinárodní náthovský řád (1978), který sdružuje všechny denominace Nátha Sampradáji.

### Navanátha Sampradája
Navanátha Sampradája („Tradice Devíti Náthů“, nebo taky „Tradice Nových Náthů“), zkráceně Navnáth, je tradice devíti soudobých náthovských mistrů, uctívaných společně i jednotlivě. Jde o Matsjendru Náthu a jeho osm učedníků. Jejich jména se liší v závislosti na různých textech. Maurice Frydman uvádí skupinu devíti zvaných Matsjendra Nátha, Górákša Nátha, Jalandhar Nátha, Kaníf Nátha, Gahini Nátha, Bhartri Nátha, Mína Nátha, Čarpati Nátha a Nága Nátha, Suamitra Mullarpatt zase místo Míny Náthy uvádí Revana Náthu a v některých z dalších možných seznamů jsou z Frydmanova seznamu jen Matsjendra Nátha a Górákša Nátha a všichni ostatní se liší.
Příslušníci této tradice mají společnou víru, že jejich devět úvodních mistrů byli Avatáři devíti Nárájanů z Mahábháraty coby mystických poslů Krišny, a že mystický Avatár hinduistické Trojice Boží (Trimúrti – Bráhma, Višnu a Šiva) Dattátréja byl „Prvním Učitelem“ (Ádi Guru) jejich náthovského řádu. Dattátréja měl inspirovat a formovat Górákšu Náthu. Nejposvátnějším textem této tradice je proto velebná píseň o Dattatrejovi zvaná Avadhúta Gíta. Dalším posvátným textem řádu je Navnath Bhaktisar (též Navnath Pothi), kniha o narození, životě a skutcích devíti zakladatelských Náthů. Jedním z klíčových textů řádu je také kniha Siddha Siddhánta Paddhati, kterou napsal Górákša Nátha. Je dokladem dovršení starověké siddhistické tradice jógy v tomto řádu.
Navanátha Sampradája má velký kult v Maháráštře.

### Související tradice
- Avadhúta Sampradája
- Pašupata Sampradája
- Íšani Sampradája
- Meykanda Sampradája
- Dašanami Sampradája
- Trika Sampradája
- Advaita Védánta Sampradája